# Жиганово (Московская область)
Жиганово — деревня в Рузском районе Московской области, входящая в состав сельского поселения Старорузское. Население — 7 жителей на 2006 год. До 2006 года Жиганово входило в состав Старорузского сельского округа.
Деревня расположена в юго-восточной части района, на левом берегу Москва-реки, примерно в 10 км к юго-востоку от Рузы, высота центра деревни над уровнем моря 159 м. Ближайшие населённые пункты — Федьково в 200 м на юго-восток и Красотино с Нестеровым — на противоположном берегу реки.